# Papenvoort (Drenthe)
Papenvoort is een buurtschap in de gemeente Aa en Hunze in de Nederlandse provincie Drenthe. De buurtschap ligt langs de provinciale weg N857 halverwege Rolde en Borger.

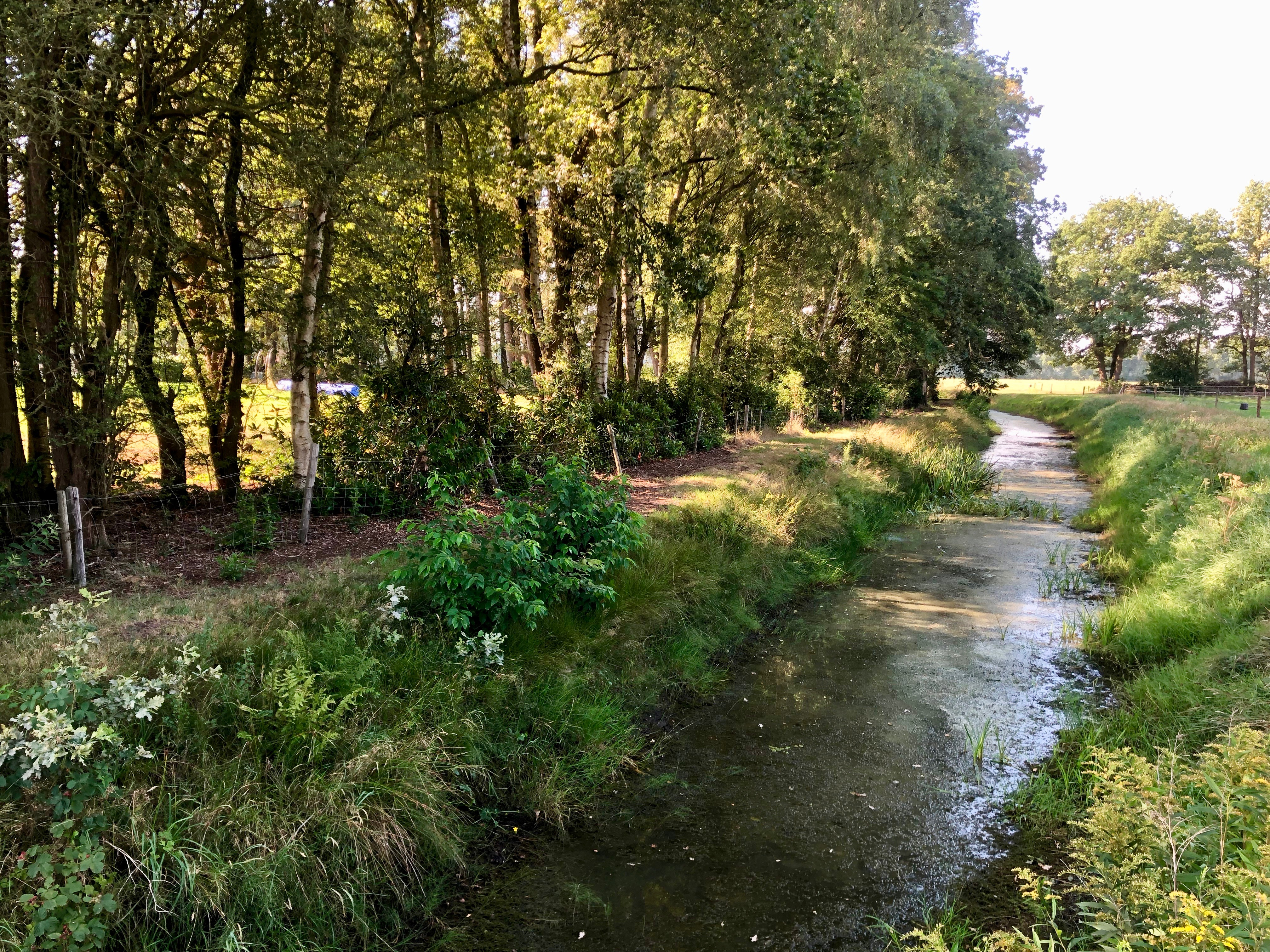
Het Andersche Diep nabij Papenvoort (2019)

Drenthe: Steden en dorpen      Nederland: Provincies · Gemeenten